# Inés de Courtenay
Inés de Courtenay (h. 1136-h. 1184) era hija de Joscelino II de Edesa y Beatriz de Saone, y madre del rey Balduino IV de Jerusalén y de la reina Sibila de Jerusalén.

## Biografía
Procedía de la familia Courtenay, que gobernó el Condado de Edesa, al norte de los reinos cruzados, desde 1118, cuando se le concedió a Joscelino I de Edesa (o de Courtenay).
Se casó primero con Reinaldo de Marash y, a su muerte, se comprometió con Hugo de Ibelín, pero no llegó al matrimonio porque este fue hecho prisionero en una batalla. Luego, se casó con Amalarico, heredero de Jaffa y Ascalón, en 1157. Le dio dos hijos: Sibila (nacida hacia 1160) y Balduino (el futuro Balduino IV, nacido en 1161).
Tras las muertes de la reina Melisenda en 1161 y de su sucesor Balduino III en 1162, Amalarico fue el heredero, pero la Haute Cour no aceptó a Amalarico si no se divorciaba de Inés. Amalarico lo aceptó, manteniendo la legitimidad de sus dos hijos y su derecho sucesorio. Luego se casaría con la princesa María Comnena, sobrina del emperador Manuel I Comneno, estableciendo así una beneficiosa alianza política con Bizancio.
A Inés no se le permitió criar a sus hijos. En 1163 se casó con Hugo de Ibelín (su compromiso anterior) y, al morir este en 1170, con Reinaldo de Sidón.
Después de la muerte de Amalarico I en 1174, heredó el reino Balduino IV, e Inés volvió a la corte, pues su hijo era menor y enfermo de lepra. Pudo ejercer cierta influencia, aunque el regente oficial era Raimundo III de Trípoli. Pero su influencia creció en la mayoría de edad de Balduino. Se convirtió así en cabecilla de uno de los partidos, el núcleo del llamado “partido cortesano”, al que se unieron muchos de los cruzados recién llegados.
En 1182, gracias al influjo de Inés, el moribundo Balduino IV nombró regente a Guido de Lusignan. Guido estaba casado con Sibila (por influencia de Inés) y quizá abusó de su posición. Balduino IV intentó liberar a su hermana de dicho matrimonio, pero no pudo oponerse al creciente poder y estilo desafiante de Guido. Inés, descontenta también con los abusos de Guido, propuso un acuerdo que sería aceptado por sus rivales del partido de los nobles: Balduino, hijo del primer matrimonio de Sibila, sería el heredero; después de él se convocaría un consejo (con los reyes de Francia, Inglaterra y el emperador) para decidir la sucesión del reino. Sin embargo, este acuerdo fue luego quebrantado.
Inés murió en Acre hacia 1184. La división entre ambos partidos creció después de su muerte, lo que llevaría en último término a la caída del reino en 1187.
- Datos: Q241228
- Multimedia: Agnes of Courtenay / Q241228